# المحفل الماسوني الكبير في إنجلترا

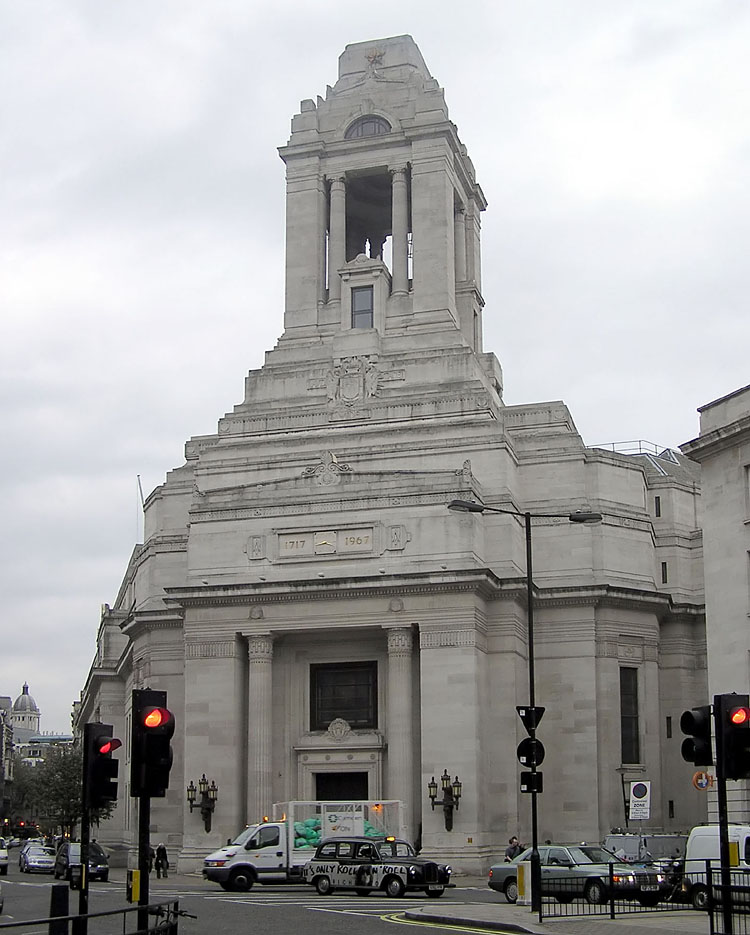
قاعة الماسونيين، لندن، في مقر الماسونيين في إنجلترا

المحفل الماسوني الكبير في إنجلترا (اختصارًا UGLE) هي الهيئة الحاكِمة للماسونيين في إنجلترا وويلز وللمَحافِل الأخرى، وفي الغالب تَخضع لها دول الكومنولث ودول الإمبراطورية البريطانية سابقاً. وهي تَدعي أنها أقدم محفل كبير بالعالم، من خلال انحداره من أول محفل كبير تشكل في لندن في 24 يونيو سنة 1717. ويُلقب هذا المَحفل بالإضافة لمحفل إيرلندا الكبير ومحفل إسكتلندا الكبير بـ«بيت المحافل الماسونية» أو «بيوت الدستور».

## التاريخ
قبل عام 1717 ، كانت هناك مساكن للماسونيين في إنجلترا واسكتلندا وأيرلندا، وكان أول قبول معروف للبنائين غير العاملين في اسكتلندا. في يوم القديس يوحنا، 24 يونيو 1717 ، أقامت ثلاثة نزل موجودة في لندن ونزل في وستمنستر عشاءًا مشتركًا في Goose and Gridiron alehouse في St Paul's Churchyard ، وانتخب Anthony Sayer لمنصب الرئاسة باعتباره Grand Master ، وأطلقوا على أنفسهم اسم Grand Lodge of London وويستمنستر. أقامت شركة مدينة لندن لوحة زرقاء بالقرب من الموقع. لا يُعرف سوى القليل عن ساير إلا أنه وصف بأنه رجل نبيل(رجل ذو موارد مستقلة) عندما أصبح جراند ماستر، لكنه وقع لاحقًا في أوقات عصيبة، حيث تلقى أموالًا من صندوق Grand Lodge الخيري.
في عام 1718 خلف ساير جورج باين، موظف مدني ناجح. ثم انتقل المجتمع إلى رعاية جون ثيوفيلوس ديساجولييه، العالم ورجل الدين، ثم عاد إلى باين. في عام 1721، تمكن Grand Lodge من الحصول على أحد النبلاء، دوق مونتاجو لرئاسة غراند ماستر، وبالتالي كان قادرًا على ترسيخ نفسه كهيئة تنظيمية موثوقة، وبدأ الاجتماع على أساس ربع سنوي. أدى ذلك إلى أن تصبح النزل خارج لندن منتسبة، وقبول مذكرات مرقمة بالتسلسل تمنح الأقدمية على المتقدمين اللاحقين.
في عام 1723، نشر جيمس أندرسون، بتفويض من Grand Lodge ، دساتير الماسونية  لأغراض تنظيم الحرفة وتأسيس سلطة Grand Lodge التي تضمن تلبية Lodges . يتضمن الكتاب تاريخًا خياليًا للحرفة، والذي يحتوي مع ذلك على الكثير من المواد المثيرة للاهتمام.
خلال السنوات الأولى من Grand Lodge الجديد، كان هناك عدد من الماسونيين والنزل التي لم تنتسب أبدًا إلى Grand Lodge الجديد. تمت الإشارة إلى هؤلاء الماسونيين غير المنتسبين ومساكنهم باسم «الماسونيين القدامى» أو «سانت جون الماسونيين» و «سانت جون لودجيز».
خلال ثلاثينيات وأربعينيات القرن التاسع عشر، ازدادت الكراهية بين لندن جراند لودج وغراند لودجز في أيرلندا واسكتلندا. اعتبر الماسونيون الأيرلنديون والاسكتلنديون الذين يزورون لندن ويعيشون فيها أن نزل لندن الكبير قد انحرف بشكل كبير عن الممارسات القديمة للحرف اليدوية. نتيجة لذلك، شعر هؤلاء الماسونيون بعلاقة أقوى مع لندن لودجز غير المنتسبة. أدت الطبيعة الأرستقراطية لـ London Grand Lodge وأعضائها إلى عزل الماسونيين الآخرين مما تسبب لهم أيضًا في التعرف على النزل غير التابعة.
في 17 يوليو 1751، اجتمع ممثلو خمس نزل في Turk's Head Tavern ، في شارع Greek Street ، سوهو، لندن وشكلوا Grand Lodge منافسًا: «Grand Lodge of England وفقًا للمؤسسات القديمة». لقد اعتبروا أنهم مارسوا نوعًا أكثر قدمًا وأكثر نقاءً من الماسونية، وأطلقوا على Grand Lodge The Ancients 'Grand Lodge . لقد أطلقوا على أولئك المنتسبين إلى Premier Grand Lodge ، باللقب التحقير The Moderns . تم تعليق هذين الاسمين غير الرسميين.
تبع إنشاء Lodges تطور الإمبراطورية، حيث تضمن جميع النزل الكبرى الثلاثة في جميع أنحاء العالم، بما في ذلك الأمريكتان والهند وأفريقيا، منذ ثلاثينيات القرن الثامن عشر.

### تشكيل المحفل الكبير المتحد في إنجلترا
قاعة الماسونيين، لندن هي المقر الرئيسي لـ United Grand Lodge of England
في عام 1809، عين العصريون «لودجًا للإصدار» لإعادة طقوسهم الخاصة إلى الانتظام مع اسكتلندا وأيرلندا وخاصة القدماء. في عام 1811 عين كل من المحافل الكبرى مفوضين؛ وعلى مدى العامين التاليين، تم التفاوض والاتفاق على بنود الاتحاد. في يناير 1813، أصبح دوق ساسكس سيدًا كبيرًا للحديثين بعد استقالة أخيه الأمير الوصي؛ وفي ديسمبر 1813، أصبح شقيق آخر، دوق كينت، سيدًا كبيرًا للقدماء. في 27 ديسمبر 1813، تم تشكيل United Grand Lodge of England ("UGLE") في قاعة الماسونيين بلندن مع دوق ساسكس (الابن الأصغر للملك جورج الثالث) بصفته غراند ماستر. تم تشكيل «محفل المصالحة» للتوفيق بين الطقوس التي تعمل في ظل النزل الكبير السابقتين.
كان السيد الكبير الجديد لديه آمال كبيرة في الماسونية، حيث كان لديه نظرية مفادها أنها كانت قبل المسيحية ويمكن أن تخدم قضية الإنسانية كدين عالمي. ومع ذلك، فإن تعاملاته الاستبدادية مع النزل العادية أكسبته القليل من الأصدقاء خارج لندن، وأثارت تمردًا مفتوحًا و Grand Lodge الجديد في Wigan في الشمال الغربي. داخل Grand Lodge ، تركزت المعارضة على الماسونية الخيرية. أطلق روبرت كروسفيكس مجلة Freemason Quarterly Review للترويج للأعمال الخيرية لإبقاء الماسونيين من العمل، ولإشراك البنائين في الحجة الأوسع للإصلاح الاجتماعي. إيرل زيتلاندلعبت إدارة Grand Lodge المتراخية وغير الكفؤة لصالح الإصلاحيين، وبحلول نهاية سبعينيات القرن التاسع عشر أصبحت الماسونية الإنجليزية تعبيرًا مثاليًا عن تطلعات الطبقات الوسطى المستنيرة.

### الماسونية في العصر المعاصر
رداً على نظريات المؤامرة حول الماسونيين والآراء المعادية بشكل عام تكتسب حياة جديدة، بسبب أعمال ستيفن نايت ومارتن شورت، بدأ United Grand Lodge of England في تغيير طريقة تعامله مع عامة الناس ووسائل الإعلام من منتصف التسعينيات، التأكيد على «الانفتاح» الجديد.  تم تلخيص هذا العرض من قبل السكرتير الإقليمي لشرق لانكشاير، آلان جارنيت الذي صرح، «نحن لسنا مجتمعًا سريًا أو مجتمعًا به أسرار، لكننا مجتمع خاص».  بدأت النزل عبر إنجلترا وويلز في تنظيم أيام مفتوحة للسماح لعامة الناس برؤية ما يفعلونه.  قاعة الماسونيين، لندنكما افتتحت مكتبة ومتحف الماسونية لعامة الناس، بما في ذلك الجولات المصحوبة بمرشدين.
اليوم، يضم United Grand Lodge of England أو Grand Lodge حاليًا أكثر من 200000 عضو يجتمعون في أكثر من 6800 نزل،  منظمين في عدد من المحافل الإقليمية الكبرى التابعة والتي تعادل تقريبًا المقاطعات التاريخية في إنجلترا.
- النزل التي تجتمع في لندن (وهي منطقة تقع عمومًا في دائرة نصف قطرها 10 أميال من قاعة الماسونيين)، مع خمسة استثناءات، تدار من قبل متروبوليتان جراند لودج في لندن، برئاسة متروبوليتان جراند ماستر.
- النزل التي تجتمع خارج لندن، وداخل إنجلترا وويلز وجزيرة مان وجزر القنال، مجمعة في 47 نزلًا إقليميًا كبيرًا (UGLE)، يرأس كل منها سيد إقليمي كبير.
- يتم تجميع النزل التي تلتقي خارج إنجلترا وويلز وجزيرة مان وجزر القنال في 33 منطقة غراند لودج، يرأس كل منها رئيس منطقة كبير.
- خمس مجموعات (أي: حاليًا أصغر من أن تشكل مقاطعة)، يرأس كل منها مفتش كبير.
- خمسة نزل في لندن و 12 نزل في الخارج تدار مباشرة من قبل قاعة الماسونيين.

## جراند ماسترز
شهادة الإقامة من United Grand Lodge of England ، الصادرة في 6 يوليو 1925، عندما كان دوق كونوت وستراثيرن هو المعلم الأكبر
1. الأمير أوغسطس فريدريك دوق ساسكس (1813-1843)
2. توماس دونداس، إيرل زيتلاند الثاني (1844-1870)
3. جورج روبنسون، إيرل دي جراي الثالث وإيرل ريبون الثاني (مركيز ريبون الأول من عام 1871) (1870-1874)
4. ألبرت إدوارد، أمير ويلز (ملك بريطانيا العظمى وأيرلندا في دور إدوارد السابع من عام 1901) (1874–1901)
5. الأمير آرثر دوق كونوت وستراثيرن (1901-1939)
6. الأمير جورج دوق كنت (1939-1942)
7. هنري لاسيلس، إيرل هاروود السادس (1942-1947)
8. إدوارد كافنديش، دوق ديفونشاير العاشر (1947-1950)
9. روجر لوملي، إيرل سكاربرو الحادي عشر (1951-1967)
10. الأمير إدوارد دوق كنت (1967 حتى الآن)

### برو جراند ماسترز
عندما يكون Grand Master عضوًا في العائلة المالكة، فمن المعتاد تعيين Pro Grand Master. يملأ Pro Grand Master دور Grand Master عندما لا يكون متاحًا بسبب واجباته الملكية. وهو يختلف عن نائب السيد الكبير الذي يعمل كنائب كبير للماجستير وليس بصفته نائبًا للماجستير.
ألبرت إدوارد أمير ويلز
- هنري هربرت، إيرل كارنارفون الرابع (1874-1890)
- إدوارد بوتل ويلبراهام، إيرل لاثوم الأول (1891 إلى 1898)
- وليام أمهيرست، إيرل أمهيرست الثالث (1898 إلى 1901)

الأمير آرثر دوق كونوت وستراثيرن
- ويليام أمهيرست، إيرل أمهيرست الثالث (1901 إلى 1908)
- أوليفر راسل، بارون أمبثيل الثاني (1908-1935)

الأمير إدوارد دوق كنت
- وليام كادوجان، إيرل كادوجان السابع (1969 إلى 1982)
- فينيس كورنواليس، بارون كورنواليس الثالث (1982-1991)
- باري ماكسويل، بارون فارنام الثاني عشر (1991-2001)
- سبنسر كومبتون، مركيز نورثهامبتون السابع (2001-2009)
- بيتر لونديس (2009 حتى الآن)

## الأمناء الكبار
- 1891-1917: السير إدوارد ليتشوورث (خلفًا للعقيد شادويل كلارك)
- 1917-1937: السير فيليب كولفيل سميث، CVO
- 1937–1958: السير سيدني آرثر وايت، KCVO
- 1958-1980: السير جيمس ويلفريد ستابس، KCVO ، TD
- 1980-1998: القائد مايكل برنارد شبلي هيغام، CVO

## المعارضة

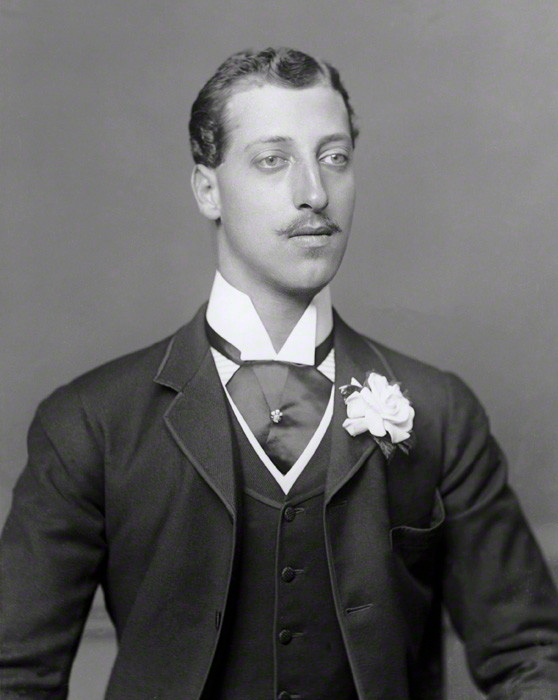
صورة للأمير ألبرت فيكتور من ويلز

### السياسة
ادعى هربرت موريسون أن محاولته لقيادة حزب العمال قد أفسدتها الماسونية.
في السياسة الإنجليزية، غالبًا ما تعرضت الماسونية لانتقادات من قبل أولئك المرتبطين بحزب العمال والنقابات العمالية، بسبب تصور أن الماسونية تتماشى مع حزب المحافظين .  أصبح حزب العمل الحزب الثاني في المملكة المتحدة منذ عام 1922 فصاعدًا ووقف على منصة تمثل مصالح الطبقة العاملة، بينما كان المحافظون والليبراليون متمركزين إلى حد كبير في الطبقة الوسطى والطبقة العليا (على غرار الماسونية). بعد رفض عدد من نواب حزب العمال الانضمام إلى المحافل الماسونية، أمير ويلزالذي كان قلقًا بشأن الصراع المحتمل، تدخل وأنشأ «محفل ترحيب جديد» لأعضاء حزب العمال في عام 1929. ادعى هربرت موريسون أن عرضه لعام 1935 لقيادة حزب العمال قد تعرض للتخريب من قبل أعضاء لودج الذين فضلوا أولاً آرثر غرينوود ثم كليمنت أتلي .
على الرغم من إنشاء محفل الترحيب الجديد، ظل هناك عنصر من العداء للماسونية داخل حزب العمال. بالإضافة إلى صلات حزب المحافظين المزعومة، فقد اتهموا الماسونية بالتأثير غير الخاضع للمساءلة داخل النظام القضائي. ظهرت هذه القضية في طليعة السياسة الإنجليزية في التسعينيات عندما حاول جاك سترو، وزير الداخلية في حكومة توني بلير، إجبار جميع الماسونيين الذين عملوا كضباط شرطة،  قضاة أو قضاة تحقيق للإعلان علنًا عن عضويتهم في منظمة. في عام 2009، ألغى سترو الحكم الذي كان على الماسونيين أن يعلنوا ما إذا كانوا قضاة أو قضاة تحقيق بعد مخاوف من أن يخسر قضية أمام المحكمة الأوروبية لحقوق الإنسان . يعتبر النقاد مجموعة الأغراض المشتركة كمحاولة لإنشاء ما يعادلها من الماسونية المؤيدة لحزب العمال.

### نظريات المؤامرة
ربطت نظرية سبعينيات القرن الماضي الماسونية ودوق كلارنس بجاك السفاح .
كما هو الحال مع الماسونية في البلدان الأخرى، ظهر United Grand Lodge of England كموضوع لنظريات المؤامرة الماسونية . أكثر هذه المحاولات إلحاحًا لربط الماسونية بـ «التستر» أو التستر على قضية Jack the Ripper (في بعض الحالات، ادعى منظرو المؤامرة أن عمليات القتل كانت قتل طقوس ماسونية)، التحقيق في غرق RMS تيتانيك (على الرغم من اللورد ميرسي وسيدني بوكستون واللورد بيري) والأحد الدامي (على الرغم من اللورد ويدجري).
في قضية السفاح، حاول فيلم Jack the Ripper: The Final Solution (1976) لستيفن نايت توريط الماسونية والعائلة المالكة البريطانية في جرائم القتل من خلال شخصية دوق كلارنس وأفونديل . حتى أن عناصر هذه النظرية، من خلال رواية آلان مور وإدي كامبل، شقت طريقها إلى فيلم أمريكي كبير، من الجحيم (2001). حتى أن الأخوان هيوز الذين أنتجوا الفيلم، اقتربوا من United Grand Lodge of England للحصول على «القطع الماسونية» بشكل صحيح، ولكن تم رفضهم بسبب الطبيعة المعادية للماسونية للقصة.  أطروحة أخرى، يروج لهايحاول Bruce Robinson في كتابه The All Love Jack (2015) ربط القضية بالماسونية من خلال مايكل مايبريك .
سعى بعض المؤيدين الأصليين لنظريات المؤامرة العامة المعادية للماسونية التي تنطوي على المتنورين (استنادًا إلى جون روبسون وأوغستين بارويل) عادةً إلى توريط الماسونية القارية فقط كقوة تخريبية، مع ادعاء عدم مهاجمة United Grand Lodge of England نفسها أو الماسونية البريطانية بشكل عام.  هذا هو الحال مع نيستا هيلين ويبستر في جمعياتها السرية والحركات التخريبية (1924). قامت ليدي كوينبوروه المولودة في أمريكا والمقيمة في اللغة الإنجليزية بسحب عدد أقل من اللكمات مع ثيوكراسي الغامض(1933)، مدعيا أن الماسونية الإنجليزية تأسست كواجهة لـ Rosicrucians " Manichean ".  العديد من منظري المؤامرة هؤلاء حاولوا أيضًا توريط اليهود أو اليسوعيين على أنهم يعملون جنبًا إلى جنب مع البناء  (مثل باري دومفيل، صائغ لقب «جودما»).